# Herb gminy Zembrzyce
Herb gminy Zembrzyce – jeden z symboli gminy Zembrzyce, ustanowiony 28 kwietnia 2008.

## Wygląd i symbolika
Herb przedstawia na tarczy w polu czerwonym godło herbu Kościesza (w słup srebrna rogacizna rozdarta i przekrzyżowana), po lewej runo srebrne, a między nimi złoty ostrzew w słup z pięcioma sękami (oba elementy symbolizują gospodarkę gminy), nad nim krzyż maltański srebrny, pochodzący z pieczęci gminy Tarnawa Dolna.